# Стречно (озеро, Витебская область)
Стре́чно (бел. Стрэ́чна) — озеро в Миорском районе Витебской области. Принадлежит бассейну Дисны.
Площадь поверхности озера 0,52 км², длина 1 км, наибольшая ширина 0,83 км. Наибольшая глубина озера Стречно достигает 3,2 м. Длина береговой линии 3,22 км, площадь водосбора — 2,19 км², объём воды 1,2 млн м³.
Озеро расположено в 35 км к юго-востоку от города Миоры и в 48 км к юго-западу от Полоцка. Стречно лежит в обширном заболоченном районе близ границы с Шарковщинским районом в 1,5 км к западу от деревни Балаи. Озеро окружено верховым болотом.
Питается водами окружающего болота. Сток из озера через короткую протоку в реку Улинец, приток Ауты.
Склоны котловины невыразительные. Берега высотой 0,4-0,5 м, поросли осокой. Сразу у берега глубина воды 1 м. Дно устлано торфом. Вода характеризуется очень низкой минерализацией (25 мг/л) и кислой реакцией. Почти не зарастает, в центре и заливах есть отдельные экземпляры кубышки жёлтой.